# Ellipsidion australe
Ellipsidion australe es una especie de cucaracha del género Ellipsidion, familia Ectobiidae, orden Blattodea.

## Distribución
Se distribuye por Australia, en los estados de Queensland, Nueva Gales del Sur y Victoria.

## Taxonomía
Fue descrita por Saussure en 1863 y publicada en Saussure. 1863. Mélanges orthoptéreologiquues, Premiere Fascicule. Blattides. Mém. Soc. Phys. hist. Nat. Génève 17:129-170 1pl.